# アンデルソン・オルドニェス
アンデルソン・オルドニェスことアンデルソン・ラファエル・オルドニェス・バルデス（Andersson Rafael Ordóñez Valdéz、1994年1月29日 - ）は、エクアドル・グアヤキル出身のサッカー選手。LDUキト所属。ポジションはDF（センターバック）。

## 経歴

### クラブ
2012年、エクアドルのバルセロナSCでプロデビューし、2015年にCDエル・ナシオナルへレンタル移籍を経験したほかは一貫してバルセロナでプレーをした。
2016年12月、ドイツ・ブンデスリーガのアイントラハト・フランクフルトへ移籍した。契約期間は2020年6月30日までの3年半。2017年4月4日に行われた第27節の1.FCケルン戦で75分に途中交代で出場し、リーグデビューを果たした。

### 代表
U-20エクアドル代表として、2013年にアルゼンチンで開催された南米ユース選手権に出場し、チームは決勝ラウンドに進出したが最下位という結果で本大会出場を逃した。

## タイトル
LDUキト
- セリエA：2018
- コパ・エクアドル：2019
- スーペルコパ・デ・エクアドル：2020, 2021